# 西四站 (北京市)
西四站是一个位于中国北京市西城区新街口街道、什刹海街道与金融街街道交界西四北大街、西四南大街、西四东大街、阜成门内大街交叉口，属于北京地铁4号线的地铁车站，2009年9月28日开通。

## 车站设计

### 车站楼层
西四站是一座地下岛式车站，全长204.8米，主体结构南北两端采用明挖法施工，中间部分则采用暗挖法施工。
| 地面层          | 出入口                                | A-D出入口                        |
| 地下一层 站厅层 | 站厅                                  | 客务中心、自动售票机、进出站闸机 |
| 地下二层 站台层 |                                       | █ 4号线往安河桥北（平安里）      |
| 地下二层 站台层 | 岛式站台，左侧開门                    |                                  |
| 地下二层 站台层 | █ 4号线往天宫院（大兴线）（灵境胡同） |                                  |

### 站厅

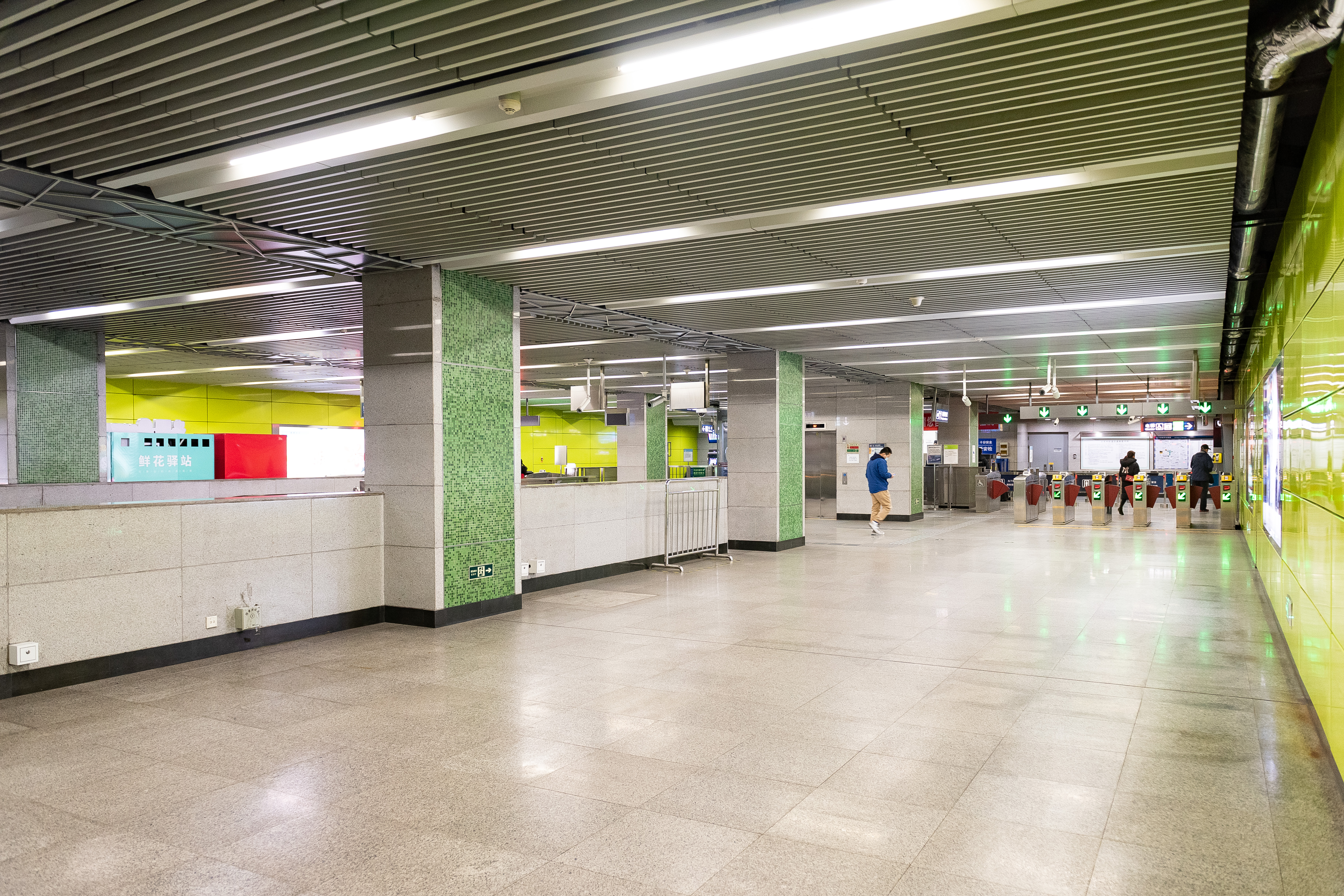
南大堂（2021年3月摄）

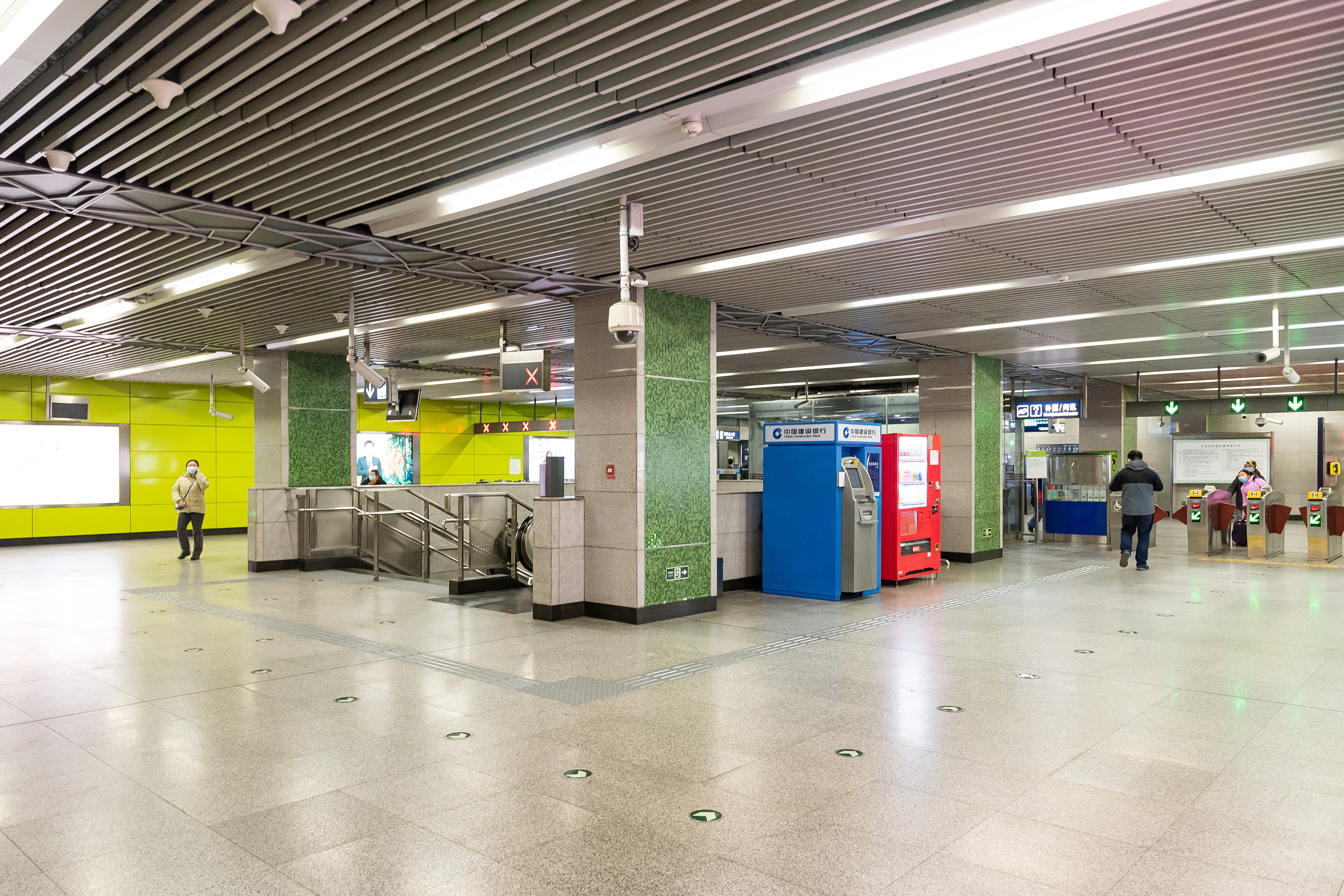
北大堂（2021年3月摄）

西四站的站厅分别位于西四路口南北两侧，是该站明挖段的一部分。北站厅南端设有马晓腾创作的壁画《京华旧梦》。

### 站台
西四站设有1个岛式站台，位于西四北大街-西四南大街地底。站台南端设有通往南站厅的直梯，而本站的公共卫生间也位于站台南端。

## 出入口
西四站目前设有4个出入口，其中D口设有直梯。各出入口均设有指示牌显示出入口周边的建筑物及设施。
|                       |            | |      |                |
| 编号                  | 指示       | 建议前往的目的地 | 照片 | 无障碍设施图片 |
| 出口 · A · 1          | 西四北大街 | 非遗地下商业街 |      | 不適用         |
| 出口 · A · 2          | 西四北大街 | 西四北大街（西侧）、广济寺、程砚秋故居 |      | 不適用         |
| 出口 · B              | 西四北大街 | 西四北大街（东侧）、北京市第三十九中学、电子工业干校、北京市第三中学、北京大学第一医院第二住院部、 北京大学口腔医院门诊部、西什库天主教堂、六部口交通队、什刹海街道办事处 |      | 不適用         |
| 出口 · D · 升降机标志 | 西四南大街 | 西四南大街（西侧）、羊肉胡同、中国地质博物馆、地质礼堂、北京基督教会缸瓦市堂、 中华人民共和国自然资源部、中国法学会、中国国土资源报社                                     |      |                |
| 註： 設有             |            | |      |                |